# عبد الرحمن الضحاك
الكاتب والصحفي السوري عبد الرحمن الضحاك
ولد عام (1942) في مدينة سلمية. عمل صحفيًا في جريدة الثورة السورية لمدة ثلاثين عاما. وخلال فترة عمله كتب عدة مسلسلات تاريخية واجتماعية أهمها مسلسل ردم الأساطير الذي عرض في شهر رمضان عام (2002)م على قناة سورية.

## مسيرة
- عمل في مجال الصحافة منذ عام 1964 "في صحيفة الثورة *

- 1966 -1967 استلم إدارة فرع حمص ومراسل للثورة /مؤسسة الوحدة

- 1967 استلم إدارة الشؤون الإدارية في مؤسسة الوحدة بالإضافة إلى عمله في الصحافة

- 1973 انخرط عضوًا في مؤتمر اتحاد الصحفيين

- 1991 انتخب عضواً للمكتب التنفيذي لإتحاد الصحفيين

- 1996 انتخب عضواً لمجلس الاتحاد دورة كاملة

- 2001 انسحب من العمل النقابي *
- منذ عام 1996 عمل لدى دائرة الرقابة وتقويم النصوص الدرامية

## الأعمال التي شارك بها
- نشر العديد من القصص القصيرة وبعض القصائد النثرية
- انتج نحو 180 ساعة اذاعية لبرنامج من طرائف التراث ومجموعة من المسلسلات الإذاعية الدرامية
- 1994 – تأليف مسلسل  الحكم والخاتم
- 2006 –  تأليف مسلسل  أوراق سجينة
- 2002 – تأليف مسلسل  ردم الأساطير[2]
- الزغاريد
- الوصية
- الوشم

## وصلات خارجية
- عبد الرحمن الضحاك على موقع قاعدة بيانات الأفلام العربية